# Condé-sur-Noireau
Pour les articles homonymes, voir Condé.
Condé-sur-Noireau est une ancienne commune française, située dans le département du Calvados en région Normandie, peuplée de 4 297 habitants, devenue le 1er janvier 2016 une commune déléguée au sein de la commune nouvelle de Condé-en-Normandie.

## Géographie

### Localisation
Condé-sur-Noireau est en Bocage normand, aux confins de la Suisse normande et des Bocages flérien et virois. L'atlas de paysages de la Basse-Normandie la place pour sa plus grande partie dans l'unité de la Suisse normande qu'il caractérise par « un relief particulièrement vigoureux » aux paysages « parmi les plus emblématiques de l’image touristique de la région ». Le sud-ouest du territoire est classé dans l'unité du bassin de Vire.
L'agglomération se situe à 12 km au nord de Flers, à 26 km à l'est de Vire, à 30 km à l'ouest de Falaise et à 46 km au sud de Caen.
| Saint-Germain-du-Crioult (comm. nouv. de Condé-en-Normandie) | Proussy (comm. nouv. de Condé-en-Normandie) | Saint-Denis-de-Méré                                |
| Saint-Germain-du-Crioult                                     | Condé-sur-Noireau                           | Saint-Denis-de-Méré, Saint-Pierre-du-Regard (Orne) |
| Montilly-sur-Noireau (Orne)                                  | Montilly-sur-Noireau (Orne)                 | Saint-Pierre-du-Regard (Orne)                      |

### Géologie et relief
Le point culminant (173 m) se situe au nord-est, au lieu-dit la Justice, en surplomb de la chapelle Saint-Jacques. Le point le plus bas (72 m) correspond à la sortie du Noireau du territoire, à l'est

### Hydrographie

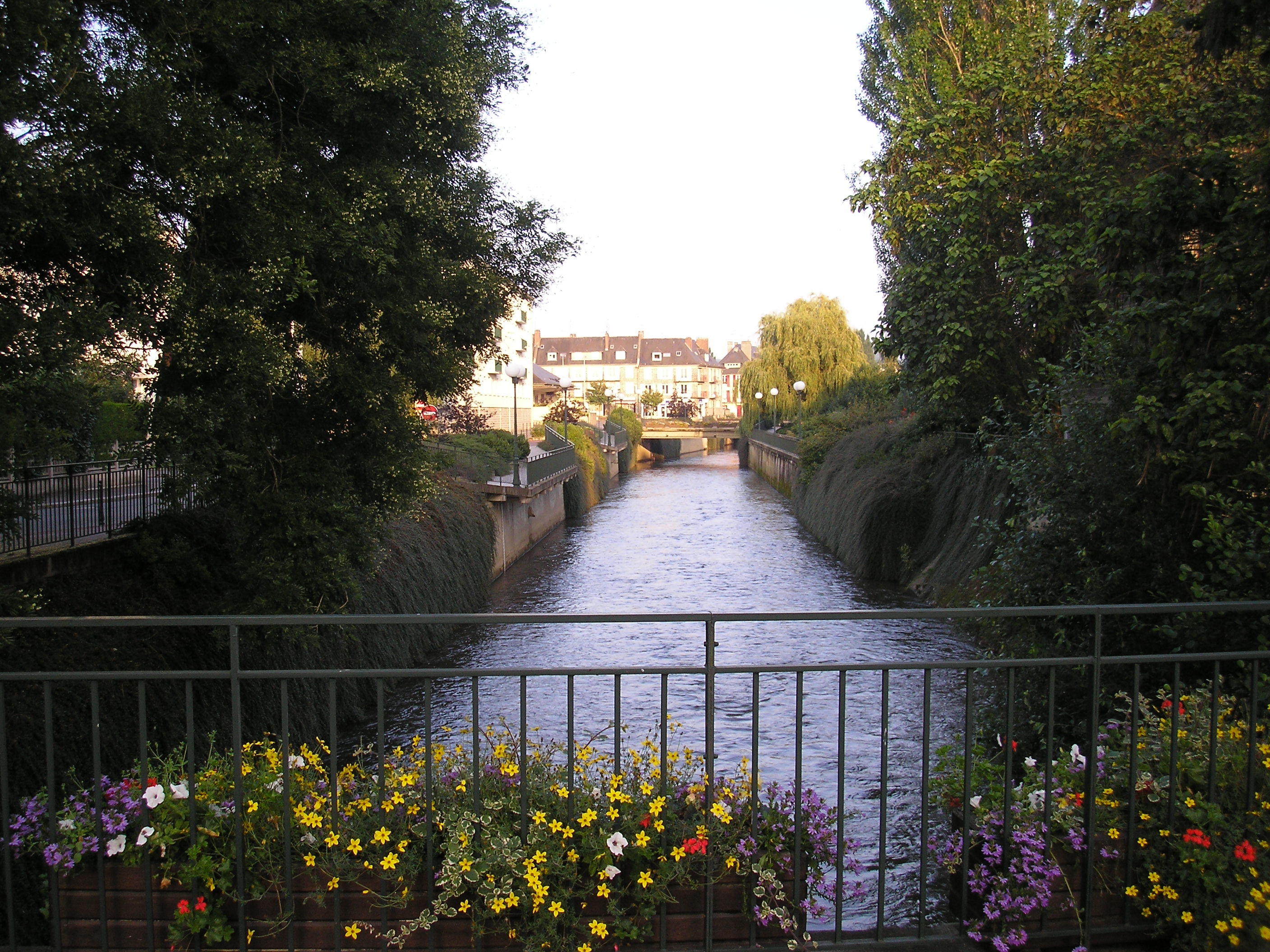
La Druance dans le centre-ville.

Condé-sur-Noireau se trouve dans le bassin de l'Orne, par son affluent le Noireau qui délimite le territoire puis le traverse au sud-est. Son affluent, la Druance, arrivant par le nord-ouest, traverse l'agglomération avant de confluer. Elle y reçoit les eaux de l'Odon (homonyme de l'affluent direct de l'Orne) provenant du sud-ouest.

### Climat
Comme toute la Basse-Normandie, Condé bénéficie d’un climat océanique avec des étés frais et des hivers doux. La station météorologique la plus proche est celle de Caen-Carpiquet à 38 km, celle d'Alençon-Valframbert est à 65 km et celle de Granville-Pointe du Roc à 75 km. La Suisse normande et surtout le Bocage virois s'en différencient toutefois assez nettement pour la pluviométrie annuelle qui, à Condé, avoisine les 900 mm.

## Urbanisme

### Lieux-dits, hameaux et écarts
En dehors de la partie urbaine, les principaux lieux-dits sont, du nord-ouest à l'ouest, dans le sens horaire, le Poncel, le Perreux, Bouilly (au nord), la Justice, Plaisance, Vaux, les Folies (à l'est), la Manigance, la Conterie, Belle Étoile, Brévaux, la Gestrie, l'Abbaye(au sud), la Milonnière, le Busq, la Rougetière, la Cirouetière, la Rougetière, la Louvetière, la Calaisière, l'Aumondière, la Poissonnière, la Blonnière, la Mérousière, les Folies (deux lieux-dits homonymes), la Belloyère (à l'ouest), la Mottinière, le Bas Mesnil, le Haut Mesnil et le Mesnil.

### Voies de communication et transports
Elle est traversée par la route départementale no 562 (D 962 dans l'Orne), ancienne route nationale 162, reliant Caen à Flers. Elle y est rejointe par la D 512 (ancienne N 812) menant à Vire à l'ouest et la D 511 (ancienne N 811) permettant de joindre Pont-d'Ouilly à l'est et Saint-Pierre-d'Entremont puis Tinchebray au sud-ouest. La D 36 mène à Proussy au nord-ouest.

## Toponymie
Le nom de la localité est attesté au Moyen Âge sous les formes latinisées Condatensem, Condetensem vicum vers 1020, puis Condati 1106 - 1135, Conde en 1236.
Condé représente l'évolution phonétique régulière du gallo-roman condāte en langue d'oïl. Ce type toponymique est issu du gaulois condate « confluence, réunion ». On le rencontre dans de nombreux noms de communes, dont le déterminant complémentaire est souvent le nom du cours d'eau principal. Il en est ainsi de Condé-sur-Huisne, Condé-sur-Iton, Condé-sur-Sarthe, Condé-sur-Vire, auxquels on peut ajouter Condé-sur-Laizon devenu après fusion Condé-sur-Ifs. Pour Condé-sur-Seulles et Condé-sur-Risle, la rivière ne reçoit pas mais se sépare momentanément en deux cours d'eau. Condé-sur-Noireau doit donc son nom à la confluence de la Druance et du Noireau.
Au cours de la période révolutionnaire de la Convention nationale (1792-1795), la commune a porté le nom de Noireau.
Le gentilé est Condéen.

## Histoire

### Moyen Âge
En 1417, lors de la guerre de Cent Ans lors de l'occupation anglaise de la Normandie (1418-1450), John Fastolf est nommé gouverneurCharles VII (roi de France). La ville est plus tard employée par François de Surienne pour attaquer la ville de Fougères en Bretagne. Cela mène à la fin de la guerre de Cent Ans, quand Charles VII reprend la ville, et tout le duché de Normandie continental.

### Temps modernes
Condé fut l'une des premières villes majoritairement réformée. Au XVIe siècle, les protestants y tinrent plusieurs assemblées. En 1674, ils y tinrent un synode provincial.
Le Noireau et la Druance ont favorisé les activités de Condé. La ville comptait avant le XVIIIe siècle deux importants moulins à farine sur le Noireau, le moulin de Saint-Martin en amont et le moulin Biot en aval, et un autre sur la Druance, le moulin de la Bataille. Il y avait également des moulins à tan et des moulins à foulon.
Dès le XVIIIe siècle, Condé est l’une des cités les plus actives du département. La fabrication de la toile, des draps et du lin fait vivre environ 7 000 ouvriers. La coutellerie est également réputée.

### Époque contemporaine

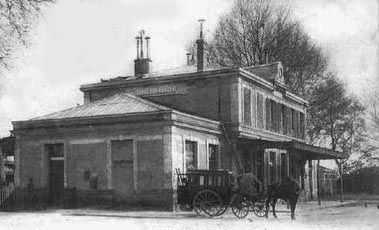
La gare de Condé-sur-Noireau en 1899.

Au début du XIXe siècle, les petites filatures hydrauliques s’installent à Condé. La première imprimerie date de 1829. Dans les années 1860, la ville est à l’apogée de son développement économique avec une grande industrie textile (on compte alors 55 filatures hydrauliques, 8 000 métiers à tisser) à laquelle s’ajoute un artisanat très actif.
Elle obtient en 1868, pour accompagner ce développement, la création du chemin de fer de la Suisse normande partant de Flers et rejoignant Caen en 1874. Entre-temps, l'activité condéenne aura cependant subi ses premières difficultés : le blocus naval lors de la guerre de Sécession rompt une grande partie de l'approvisionnement en coton et seule une filature reste en activité en 1863. Il y a 650 chômeurs, les actifs voyant leurs horaires très restreints.
Avec la Seconde Guerre mondiale, Condé connaît ses heures les plus tragiques. La ville est détruite à 95 % par les bombardements qui feront au total 252 victimes. La reconstruction de la ville s’achève en 1963 avec l’inauguration de l’hôtel de ville. Condé-sur-Noireau devient alors la « filleule de guerre » de la ville de Vincennes (Val-de-Marne), qui aide à sa reconstruction.
Après Mai 68, de jeunes journalistes du mensuel J'accuse viennent en reportage en décembre 1970, dans le sillage du Tribunal populaire de Lens et de la vague de séquestrations de cadres qui a suivi, dans des entreprises où les ouvriers sont exposés à un travail dangereux pour leur santé. Le 17 décembre 1970, à l'usine Ferodo de Condé-sur-Noireau, exposée aux maladies professionnelles, de jeunes ouvriers protestant contre le licenciement d'un ancien séquestrent le chef d'atelier puis trois cadres, qui seront libérés grâce aux syndicalistes. La polémique devient nationale. La CGT s'en mêle pour se dire « opposée à certaine campagne visant à identifier les techniciens, cadres et ingénieurs au patronat », par la voix de son secrétaire général CGT Georges Séguy  lors d'une conférence de presse à Brive, même si dans un article du 28 décembre, le Nouvel Observateur  dénonce « une conception militariste de la hiérarchie » qui « fonctionne comme à l'armée », selon le responsable de l'Union départementale CFDT.
Le 1er janvier 2016, Condé-sur-Noireau intègre avec cinq autres communes la commune de Condé-en-Normandie créée sous le régime juridique des communes nouvelles instauré par la loi no 2010-1563 du 16 décembre 2010 de réforme des collectivités territoriales. Les communes de La Chapelle-Engerbold, Condé-sur-Noireau, Lénault, Proussy, Saint-Germain-du-Crioult et Saint-Pierre-la-Vieille deviennent des communes déléguées et Condé-sur-Noireau est le chef-lieu de la commune nouvelle.

## Politique et administration

### Tendances politiques et résultats
Candidats ou listes ayant obtenu plus 5 % des suffrages exprimés lors des dernières élections politiquement significatives :
- Régionales 2015[16] :
  - 1er tour (51,05 % de votants) : Union de la droite (Hervé Morin) 29,25 %, FN (Nicolas Bay) 27,80 %, Union de la gauche (Nicolas Mayer-Rossignol) 19,94 %, EÉLV (Yanic Soubien) 7,04 %, DLF (Nicolas Calbrix) 6,42 %.
  - 2e tour (59,10 % de votants) : Union de la droite (Hervé Morin) 38,88 %, Union de la gauche (Nicolas Mayer-Rossignol) 31,93 %, FN (Nicolas Bay) 29,20 %.
- Européennes 2014[17] (46,23 % de votants) : FN (Marine Le Pen) 32,67 %, UMP (Jérôme Lavrilleux) 21,06 %, PS-PRG (Gilles Pargneaux) 12,98 %, UDI - MoDem (Dominique Riquet) 8,29 %, DLR (Jean-Philippe Tanguy) 7,32 %, EÉLV (Karima Delli) 5,32 %.
- Législatives 2012[18] :
  - 1er tour (59,96 % de votants) : Alain Tourret (PRG) 47,64 %, Jean-Yves Cousin (UMP) 35,28 %, Marie-Françoise Lebœuf (FN) 9,94 %.
  - 2e tour (62,33 % de votants) : Alain Tourret (PRG) 59,43 %, Jean-Yves Cousin (UMP) 40,57 %.
- Présidentielle 2012[19] :
  - 1er tour (83,74 % de votants) : François Hollande (PS) 32,21 %, Nicolas Sarkozy (UMP) 25,22 %, Marine Le Pen (FN) 18,44 %, François Bayrou (MoDem) 9,08 %, Jean-Luc Mélenchon (FG) 8,74 %.
  - 2e tour (82,38 % de votants) : François Hollande (PS) 57,34 %, Nicolas Sarkozy (UMP) 42,65 %.
- Européennes 2009[20] (40,04 % de votants) : Majorité présidentielle (Dominique Riquet) 24,55 %, PS (Gilles Pargneaux) 18,52 %, LV (Hélène Flautre) 11,49 %, Centre-MoDem (Corinne Lepage) 10,12 %, FN (Marine Le Pen) 9,91 %, Ext-G (Christine Poupin) 5,89 %, DVD (Frédéric Nihous) 5,03 %.

### Administration municipale
| Période                                  | Période              | Identité                   | Étiquette             | Qualité |
| ---------------------------------------- | -------------------- | -------------------------- | --------------------- | --- |
| Les données manquantes sont à compléter. |                      |                            |                       | |
| ca. 1850                                 |                      | Guillet                    |                       | |
| 1881                                     | 1904 (décès)         | Isaïe Baranger (1833-1904) | Républicain           | Conseiller général de Condé-sur-Noireau (1889 → 1904) Chevalier de la légion d'honneur (1895) |
| Les données manquantes sont à compléter. |                      |                            |                       | |
| ?                                        | février 1934 (décès) | Eugène Mollet              | RG                    | Notaire honoraire Conseiller général de Condé-sur-Noireau (1919 → 1934) Chevalier de la Légion d'honneur |
| avril 1934                               | 1944                 | Louis Trolley              |                       | Médecin |
| 1944                                     | 1944                 | Fernand Bibaut             |                       | |
| 1944                                     | mars 1959            | René Pauwels               |                       | |
| mars 1959                                | 1964 (décès)         | Robert Gossart (1913-1964) |                       | Chevalier de la Légion d'honneur |
| 1964                                     | mars 1971            | Maurice Dossin             |                       | Notaire |
| mars 1971                                | juin 1995            | Maurice Piard              | DVD                   | Négociant en chaussures retraité Conseiller général de Condé-sur-Noireau (1973 → 1998) Vice-président du conseil général |
| juin 1995                                | décembre 2015        | Pascal Allizard            | UDF puis DVD puis UMP | Assistant parlementaire Sénateur du Calvados (2014 → ) Conseiller général de Condé-sur-Noireau (1998 → 2014) Vice-président du conseil général (2004 → 2014) Président de la CC du Pays de Condé et de la Druance (2001 → 2016) |

Le conseil municipal était composé de vingt-neuf membres dont le maire et huit adjoints. Ces conseillers intègrent au complet le conseil municipal de Condé-en-Normandie le 1er janvier 2016 jusqu'en 2020 et Pascal Allizard devient maire délégué. Afin d'alléger un cumul des mandats, il démissionne de ce poste en février 2016 et est remplacé par Nelly Leduc le 7 mars.

### Jumelages
- Ross-on-Wye (Angleterre) depuis 1978.
- Poggio Rusco (Italie) depuis 1999.
- Elsenfeld (Allemagne) depuis 2005.

## Population et société

### Démographie
En 2021, la commune comptait 4 297 habitants. Depuis 2004, les enquêtes de recensement dans les communes de moins de 10 000 habitants ont lieu tous les cinq ans (en 2006, 2011, 2016, etc. pour Condé-sur-Noireau) et les chiffres de population municipale légale des autres années sont des estimations.,
Condé-sur-Noireau a compté jusqu'à 7 350 habitants en 1876.
| 1793  | 1800  | 1806  | 1821  | 1831  | 1836  | 1841  | 1846  | 1851  |
| ----- | ----- | ----- | ----- | ----- | ----- | ----- | ----- | ----- |
| 4 327 | 3 700 | 3 925 | 5 436 | 5 562 | 6 449 | 5 976 | 6 355 | 6 368 |

| 1856  | 1861  | 1866  | 1872  | 1876  | 1881  | 1886  | 1891  | 1896  |
| ----- | ----- | ----- | ----- | ----- | ----- | ----- | ----- | ----- |
| 6 969 | 7 234 | 6 643 | 6 871 | 7 350 | 7 279 | 7 252 | 6 764 | 6 663 |

| 1901  | 1906  | 1911  | 1921  | 1926  | 1931  | 1936  | 1946  | 1954  |
| ----- | ----- | ----- | ----- | ----- | ----- | ----- | ----- | ----- |
| 6 591 | 6 247 | 5 604 | 5 357 | 4 937 | 4 852 | 4 800 | 3 358 | 4 277 |

| 1962  | 1968  | 1975  | 1982  | 1990  | 1999  | 2006  | 2011  | 2016  |
| ----- | ----- | ----- | ----- | ----- | ----- | ----- | ----- | ----- |
| 6 231 | 6 568 | 7 287 | 7 098 | 6 309 | 5 820 | 5 603 | 5 315 | 4 681 |

| 2019  | - | - | - | - | - | - | - | - |
| ----- | - | - | - | - | - | - | - | - |
| 4 488 | - | - | - | - | - | - | - | - |

### Pyramide des âges
La population de la commune est relativement âgée. Le taux de personnes d'un âge supérieur à 60 ans (32,5 %) est en effet supérieur au taux national (23,2 %) et au taux départemental (23,9 %).
À l'instar des répartitions nationale et départementale, la population féminine de la commune est supérieure à la population masculine. Le taux (53,15 %) est supérieur au taux national (51,6 %).
La répartition de la population de la commune par tranches d'âge est, en 2011, la suivante :
- 46,85 % d’hommes (0 à 19 ans = 26,0 %, 20 à 64 ans = 52,9 %, plus de 64 ans = 21,1 %) ;
- 53,15 % de femmes (0 à 19 ans = 20,5 %, 20 à 64 ans = 49,8 %, plus de 64 ans = 29,6 %).

| Hommes | Classe d’âge | Femmes |
| ------ | ------------ | ------ |
| 0,8    | 90 ans ou +  | 1,9    |
| 10,4   | 75 à 89 ans  | 16,7   |
| 16,6   | 60 à 74 ans  | 17,8   |
| 19,1   | 45 à 59 ans  | 18,5   |
| 17,1   | 30 à 44 ans  | 15,2   |
| 19,5   | 15 à 29 ans  | 14,6   |
| 16,4   | 0 à 14 ans   | 15,2   |

| Hommes | Classe d’âge | Femmes |
| ------ | ------------ | ------ |
| 0,4    | 90 ans ou +  | 1,3    |
| 6,5    | 75 à 89 ans  | 10,3   |
| 14,2   | 60 à 74 ans  | 15,0   |
| 20,5   | 45 à 59 ans  | 20,0   |
| 19,4   | 30 à 44 ans  | 18,2   |
| 19,5   | 15 à 29 ans  | 18,2   |
| 19,5   | 0 à 14 ans   | 17,1   |

### Sports et loisirs
Les amateurs de sports aquatiques peuvent s'adonner à leur activité sous le toit ouvrant du centre aquatique, qui possède trois bassins et un toboggan géant.
Après avoir défendu les couleurs de Condé à haut niveau (D1 et D2), le Football Club féminin condéen fait évoluer depuis 2016 une équipe féminine de football en ligue de Basse-Normandie. Une deuxième équipe (à huit) évolue en divisions de district.
L'Entente sportive municipale condéenne fait quant à elle évoluer une équipe masculine de football en division de district.

## Économie
- Éditions L'Harmattan, entrepôt de stockage de livres.
- Cotral Lab, conception et fabrication de protections auditives sur-mesure, 250 emplois[36].
- Imprimerie Corlet, livres et revues, notamment pour les marchés publics, 360 emplois[37].
- Masoneilan, matériel de régulation, 350 emplois[37].
- Filix Lastex, fil élastique recouvert, 275 emplois[37].
- MGI Coutier, équipement automobile, 250 emplois[37].
- Tonnellier Imprimeur[37], 170 emplois.
- Trelleborg Sealing Solutions (groupe Trelleborg), transformation d'élastomère pour l'aéronautique, 110 emplois[38].

### Ancienne implantation
- Honeywell (ancienne usine Ferodo, Valeo, Allied Signal), étude, fabrication, commercialisation de plaquettes et garnitures de frein, 300 emplois[37]. L'utilisation d'amiante par l'usine est à l'origine de nombreuses maladies professionnelles[Note 3]. Elle ferme le 28 juin 2013[39].

## Culture locale et patrimoine

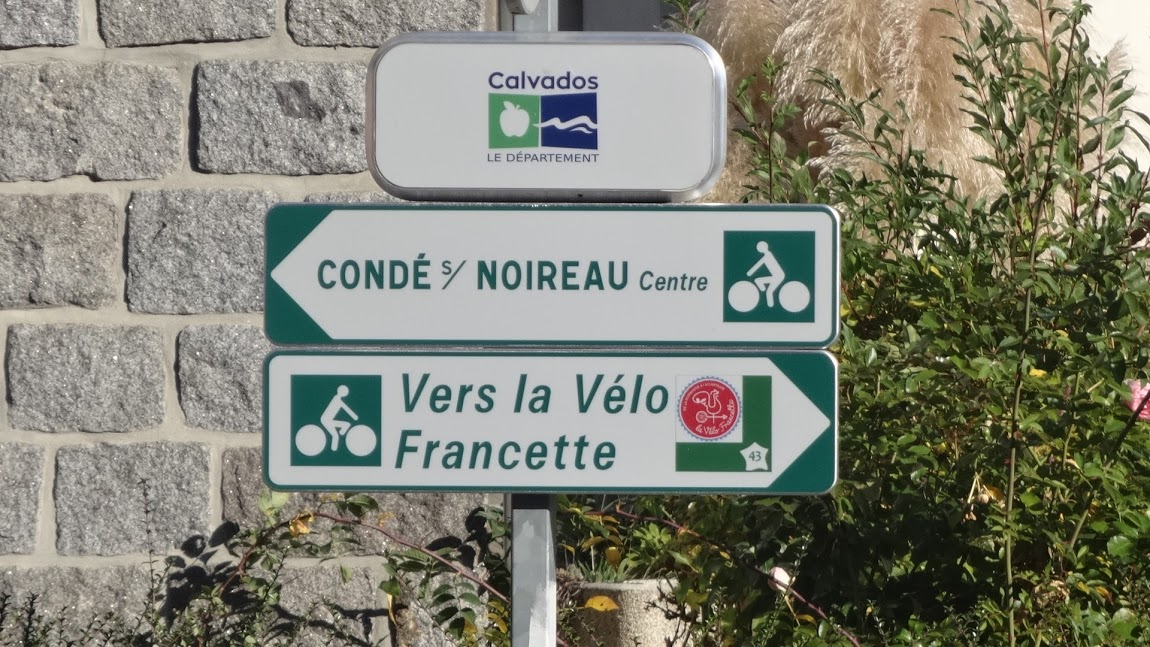
Panneaux à Condé-sur-Noireau.

La commune est une ville fleurie (une fleur) au concours des villes et villages fleuris.

### Lieux et monuments
- Établissement fortifié dit camp romain[41].
- Ruines d'un château du XIIe siècle démantelé par Richelieu, au nord-nord-ouest de la ville, sur la hauteur dominant la vallée de la Druance[42].
- Église Saint-Martin en partie du XIe siècle.
- Église Saint-Sauveur du XXe siècle.
- Temple protestant (reconstruction).
- Chapelle Saint-Jacques, ou Notre-Dame-de-Bon-Secours (1830).
- Calvaire anti-pesteux, érigé au XVIIe siècle en l'honneur des victimes de l'épidémie de peste en 1626 et 1627.
- Hospice (1873).
- La gare (1870).
- Musée Charles Léandre présentant non seulement des œuvres du peintre et caricaturiste Charles Léandre, mais aussi d'autres artistes normands comme Eduardo Leon Garrido, son fils Louis-Édouard Garrido et Jack Mutel (1935-2016).
- Musée de l'imprimerie.
- Parc municipal, avec son étang.
- Statue de Jules Dumont d'Urville, située sur le rond-point à l'intersection de la rue du 6-Juin et de la rue Dumont-d'Urville. L'originale en bronze de Dominique Molknecht est inaugurée le 20 octobre 1844 par Philippe François Lasnon de La Renaudière. Elle représente Dumont d'Urville debout, en uniforme, épée au côté gauche, appuyé de sa main droite sur une pile de livres, plume à la main, la main gauche ramenée sur la poitrine et tenant un rouleau. Quatre bas-reliefs en bronze ornent chacun des côtés du piédestal. L'un représente Dumont d'Urville découvrant la terre Adélie. Le deuxième le représente assis, accompagné de géomètres debout derrière lui, discutant avec des indigènes. Le troisième le représente découvrant la Vénus de Milo. Le quatrième représente la catastrophe ferroviaire de Meudon dans laquelle il est mort brûlé. La statue était entourée d'une grille. Elle était située au no 3 rue Dumont-d'Urville. Le 23 avril 1942, sous le régime de Vichy, la statue est déboulonnée et fondue dans le cadre de la mobilisation des métaux non ferreux. Les bas-reliefs sont retirés et cachés par des résistants[Qui ?]. En 1948, une statue de remplacement, légèrement différente (son bras gauche est plus relevé), réalisée en pierre par Robert Delandre, est installée à l'initiative de la municipalité. Les quatre bas reliefs sont refixés dans un ordre différent par rapport aux positions d'origine. Une plaque commémorative et des pierres de terre Adélie sont placées devant le piédestal. Sur la plaque est inscrit le texte : « L'amiral Dumont d'Urville en 1840, découvrait la terre Adélie et lui donnait le nom de sa femme. Don de Paul-Émile Victor, directeur des expéditions polaires françaises, 1969 ».

Les 4 bas-reliefs sur le piédestal de la statue de Dumont d'Urville
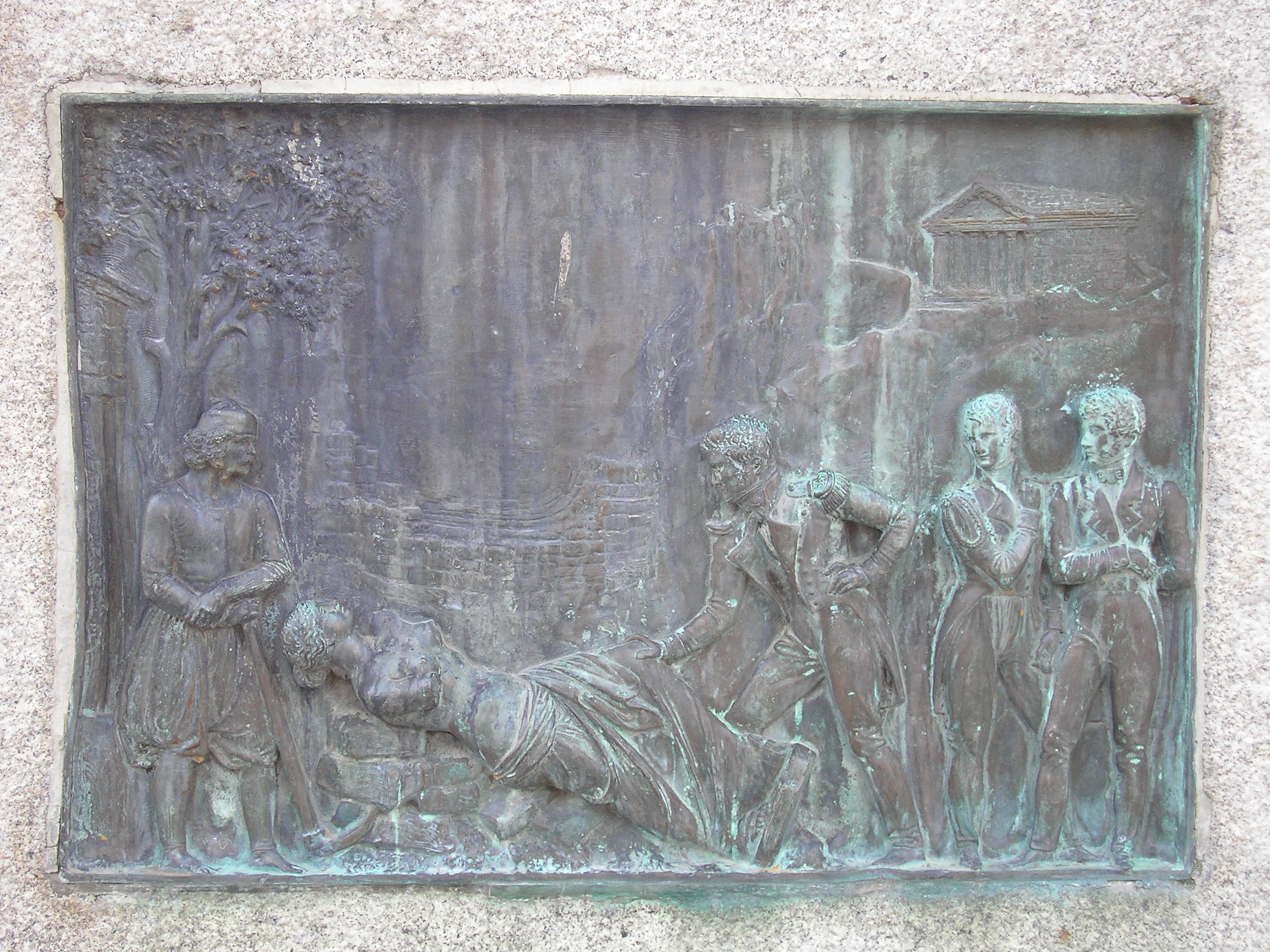
Dumont d'Urville découvrant la Vénus de Milo.
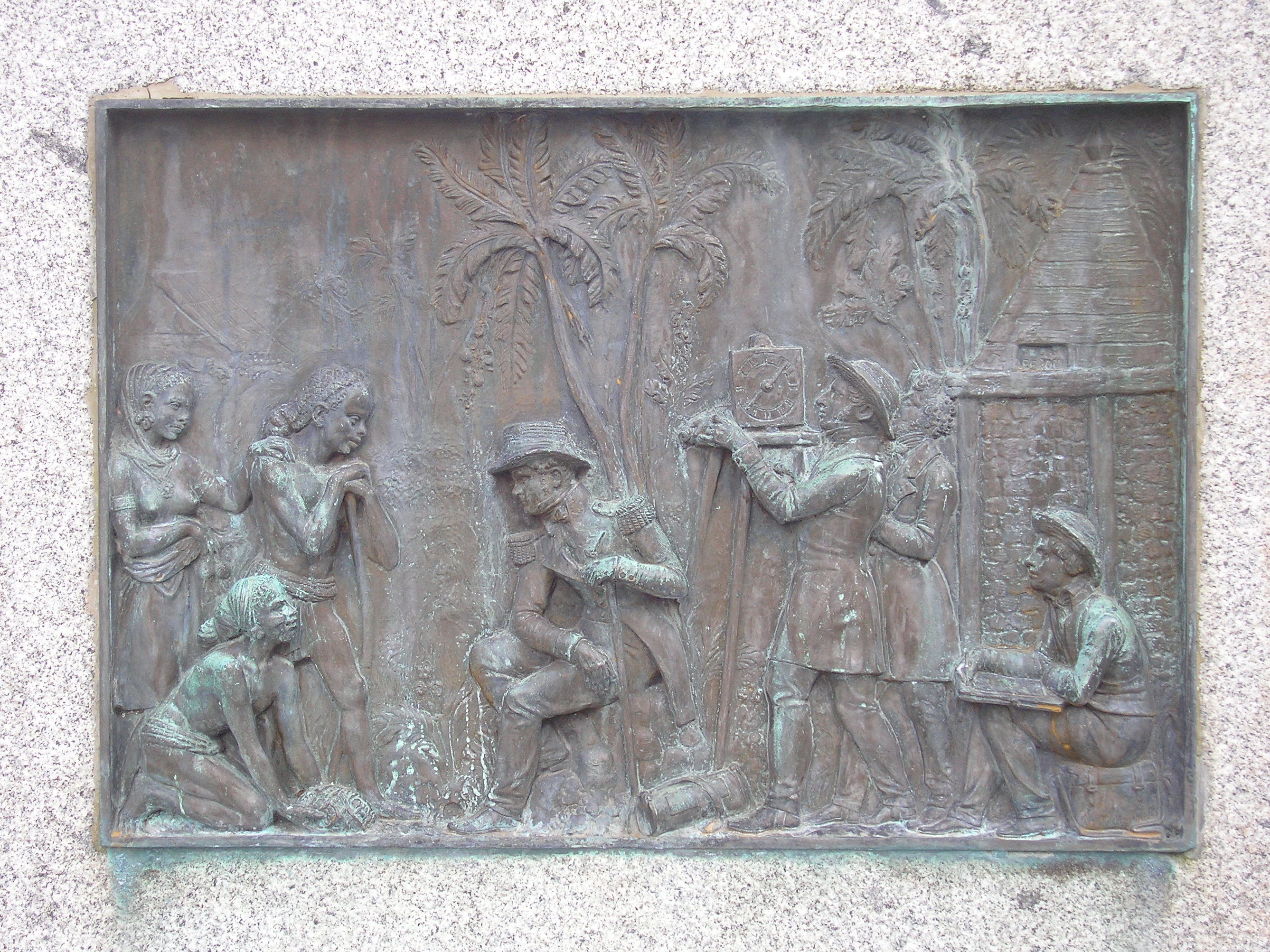
Dumont d'Urville assis, accompagné de géomètres debout derrière lui, discutant avec des indigènes.
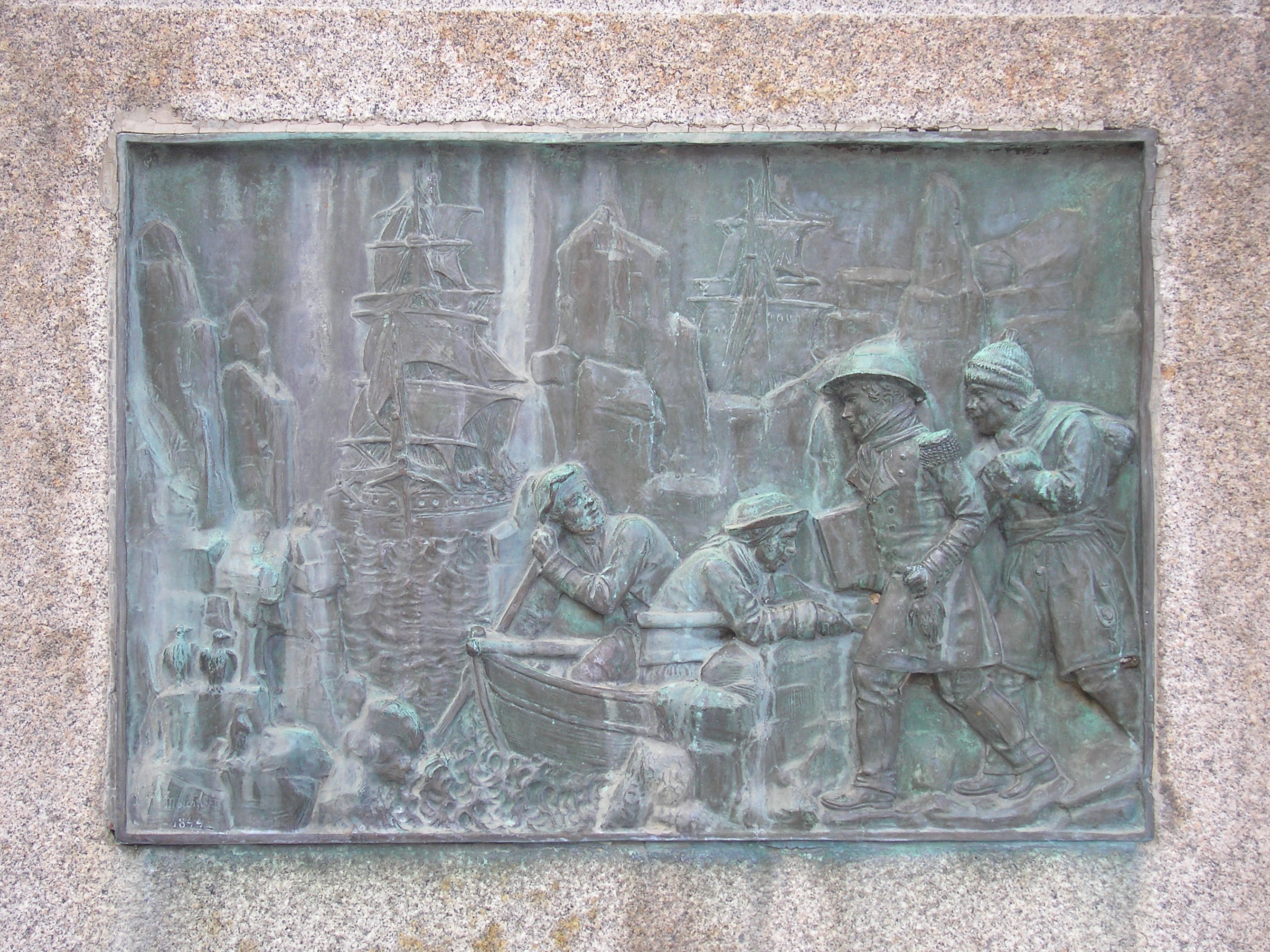
Dumont d'Urville découvrant la terre Adélie.
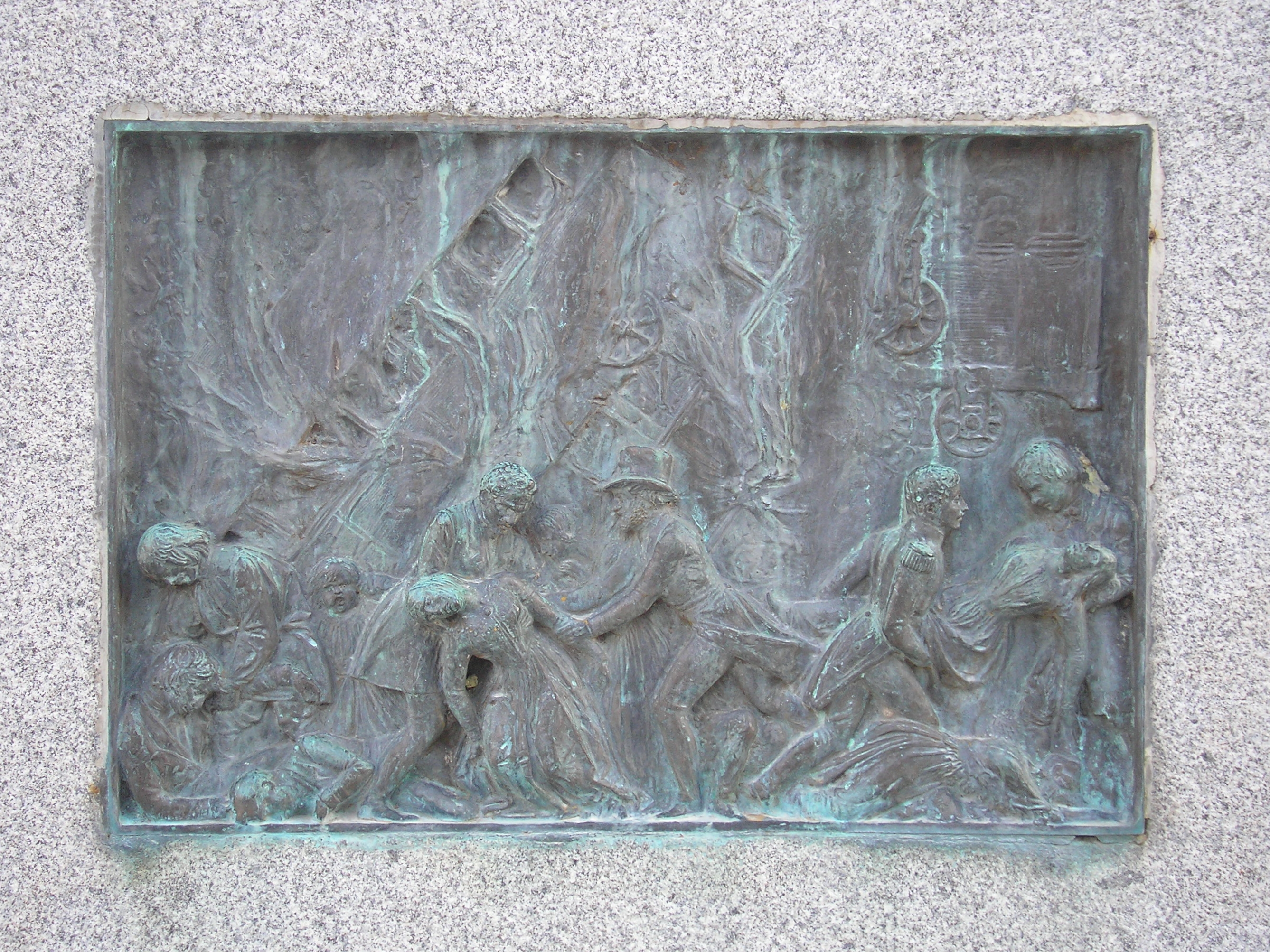
La catastrophe ferroviaire de Meudon dans laquelle Dumont d'Urville est mort brûlé.

- Monument Charles Tellier, situé à l'intersection de l'avenue de Verdun et rue du Vieux-Château. Sous le régime de Vichy, l'original en bronze de 1921 est déboulonné et fondu, dans le cadre de la mobilisation des métaux non ferreux. En 1944, un monument de remplacement, réalisé en pierre par Robert Delandre est installé à l'initiative de la municipalité.
- Monument dédié aux victimes de l'amiante, situé sur le rond-point sur la rue Saint-Jacques (RD 562). Il est inauguré en octobre 2005. Le nombre de victimes est estimé à 1 500[43].
- Monument aux victimes des bombardements de 1944, situé sur une façade de l'hôtel de ville, réalisé par Anny Florin Hauseux et inauguré en 1963.

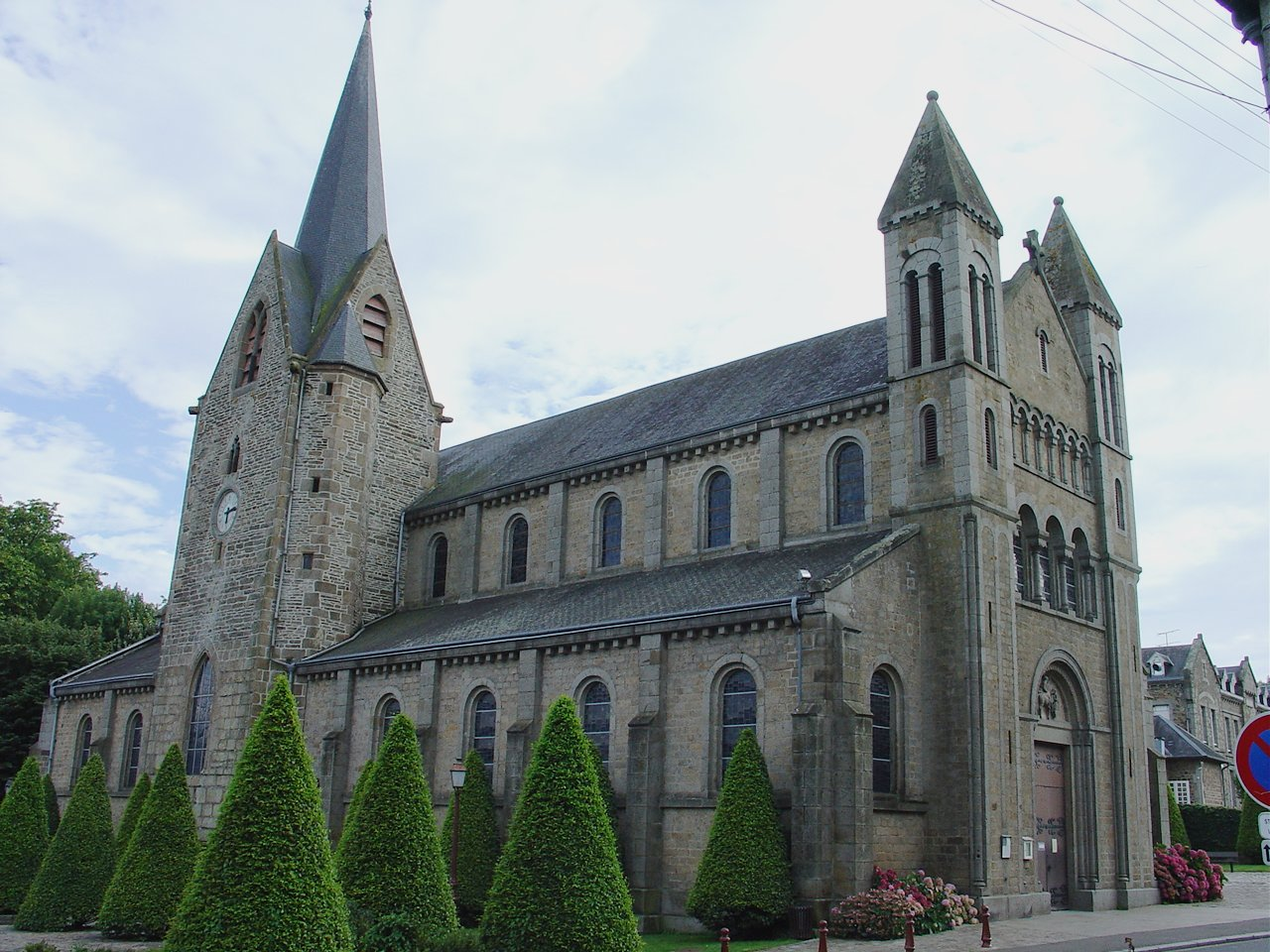
L'église Saint-Martin.
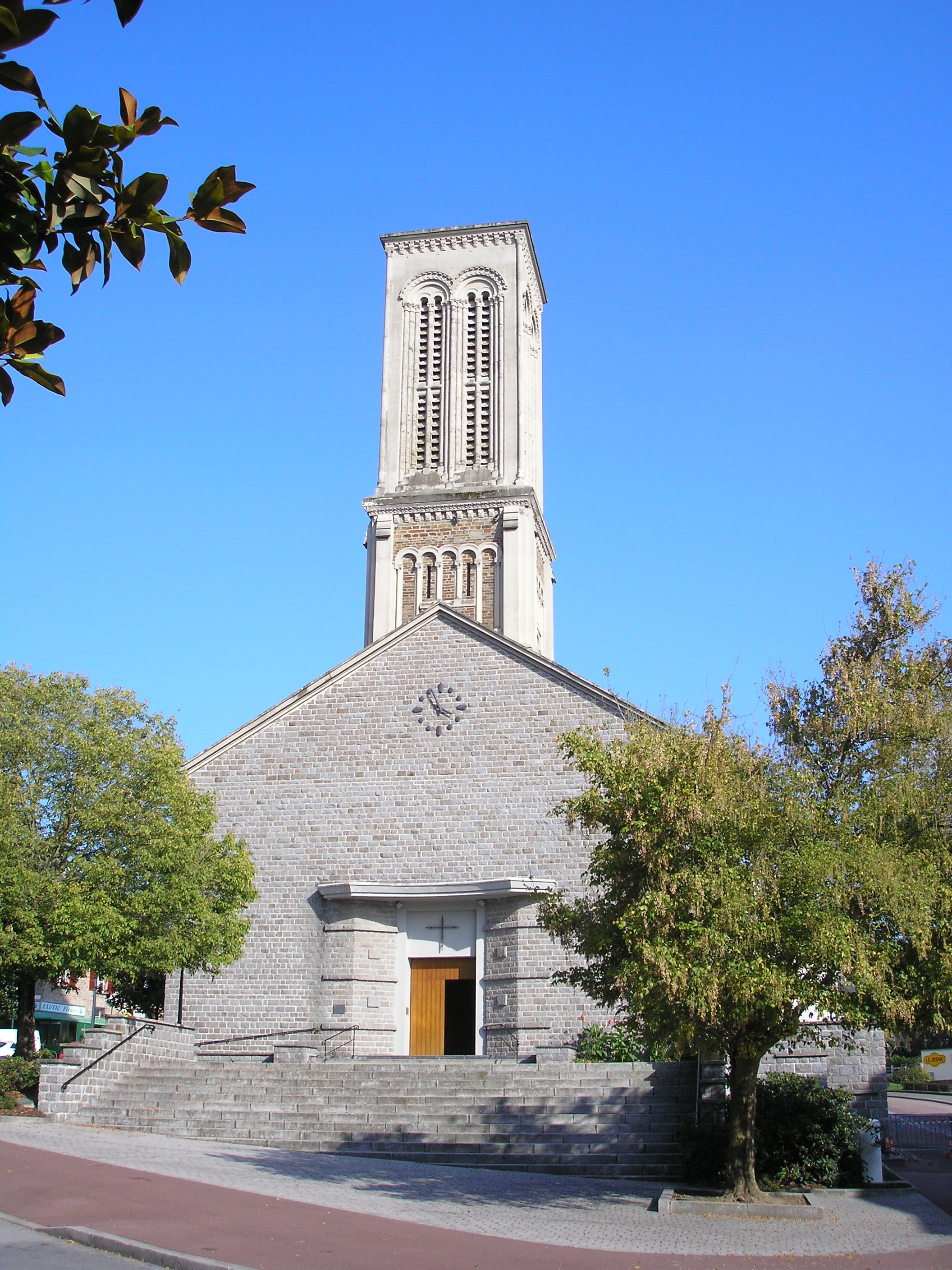
L'église Saint-Sauveur.
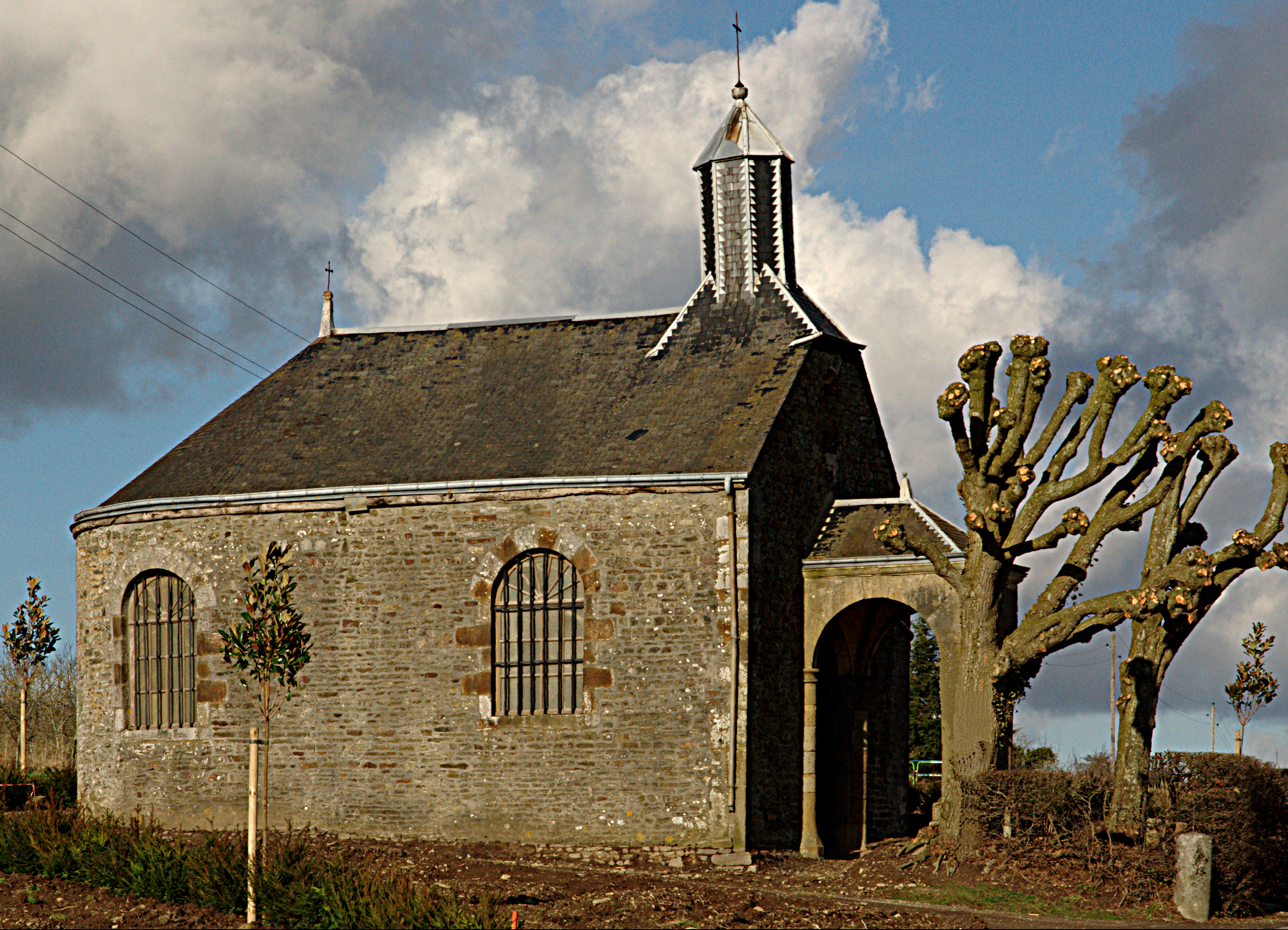
La chapelle Saint-Jacques.
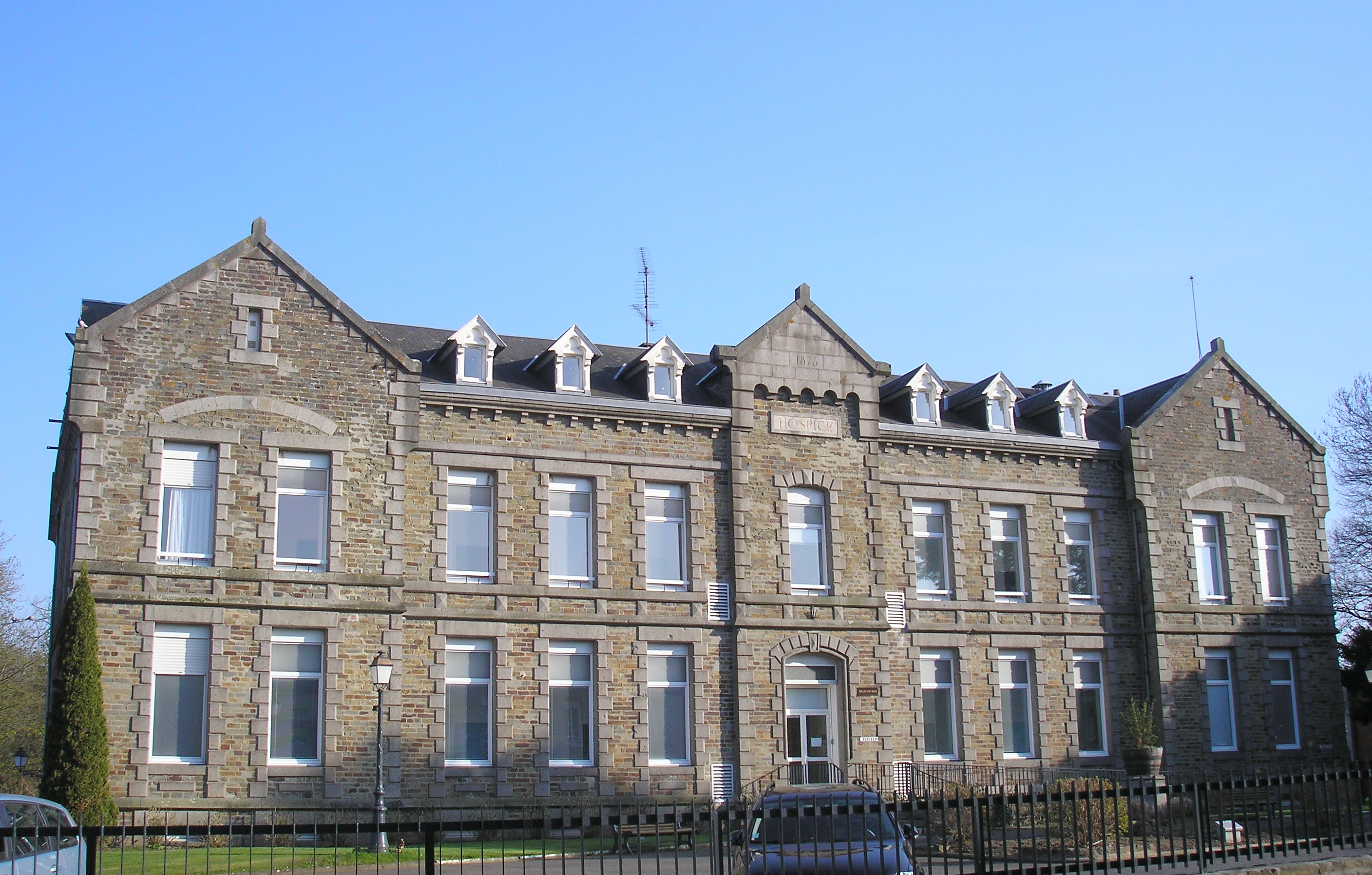
L'hospice.
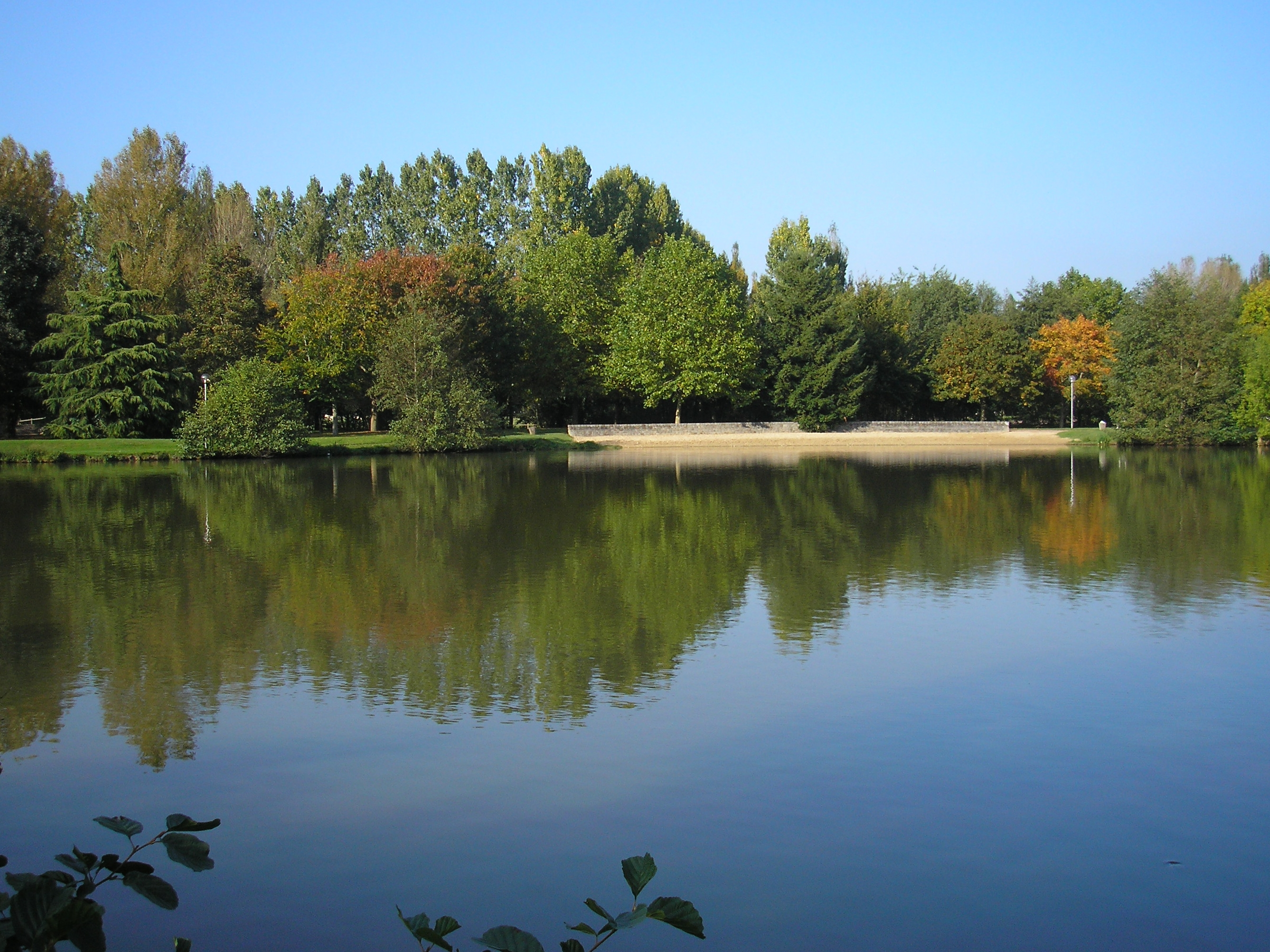
L'étang et la plage du parc municipal.
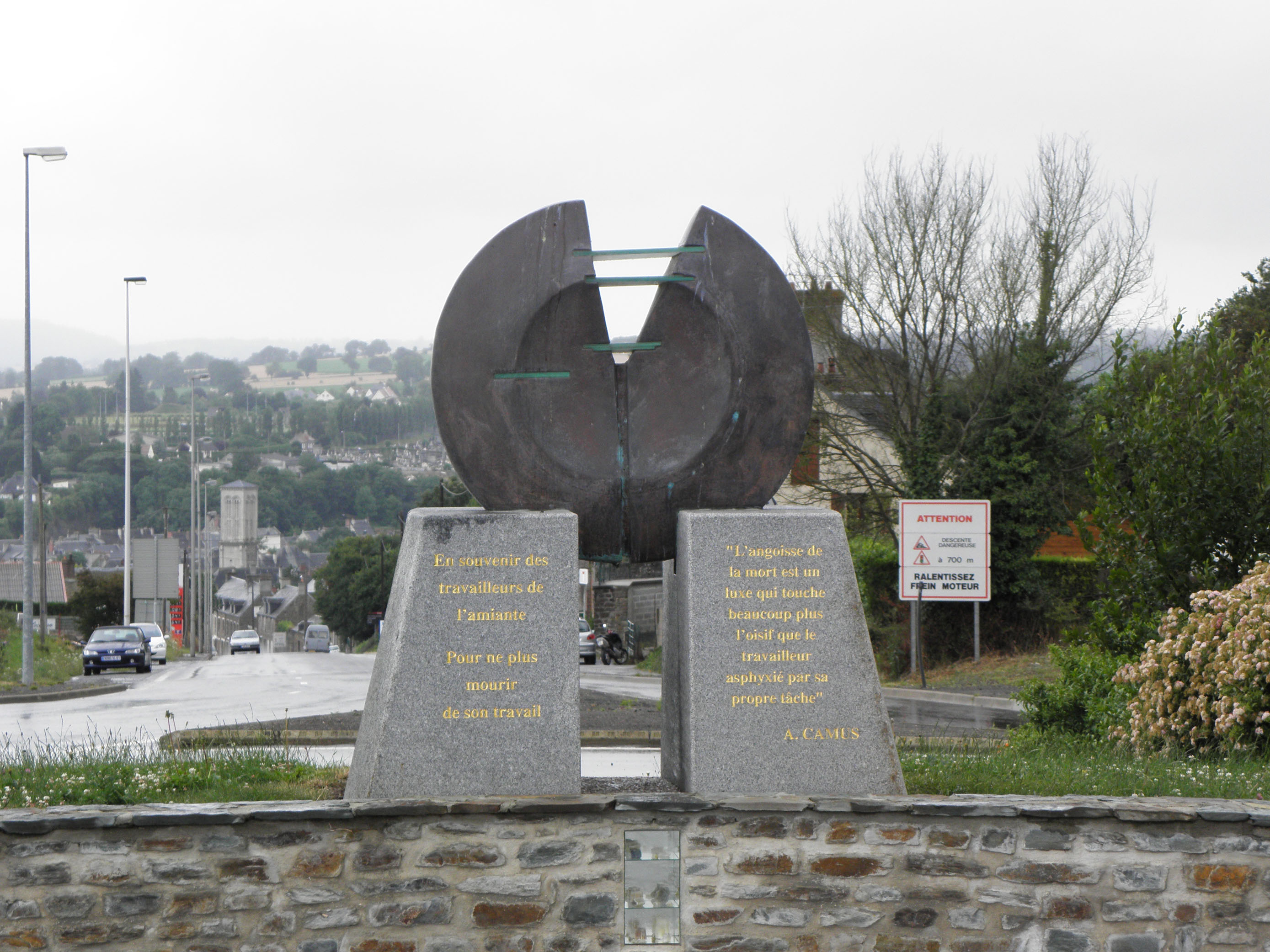
Monument dédié aux victimes de l'amiante.
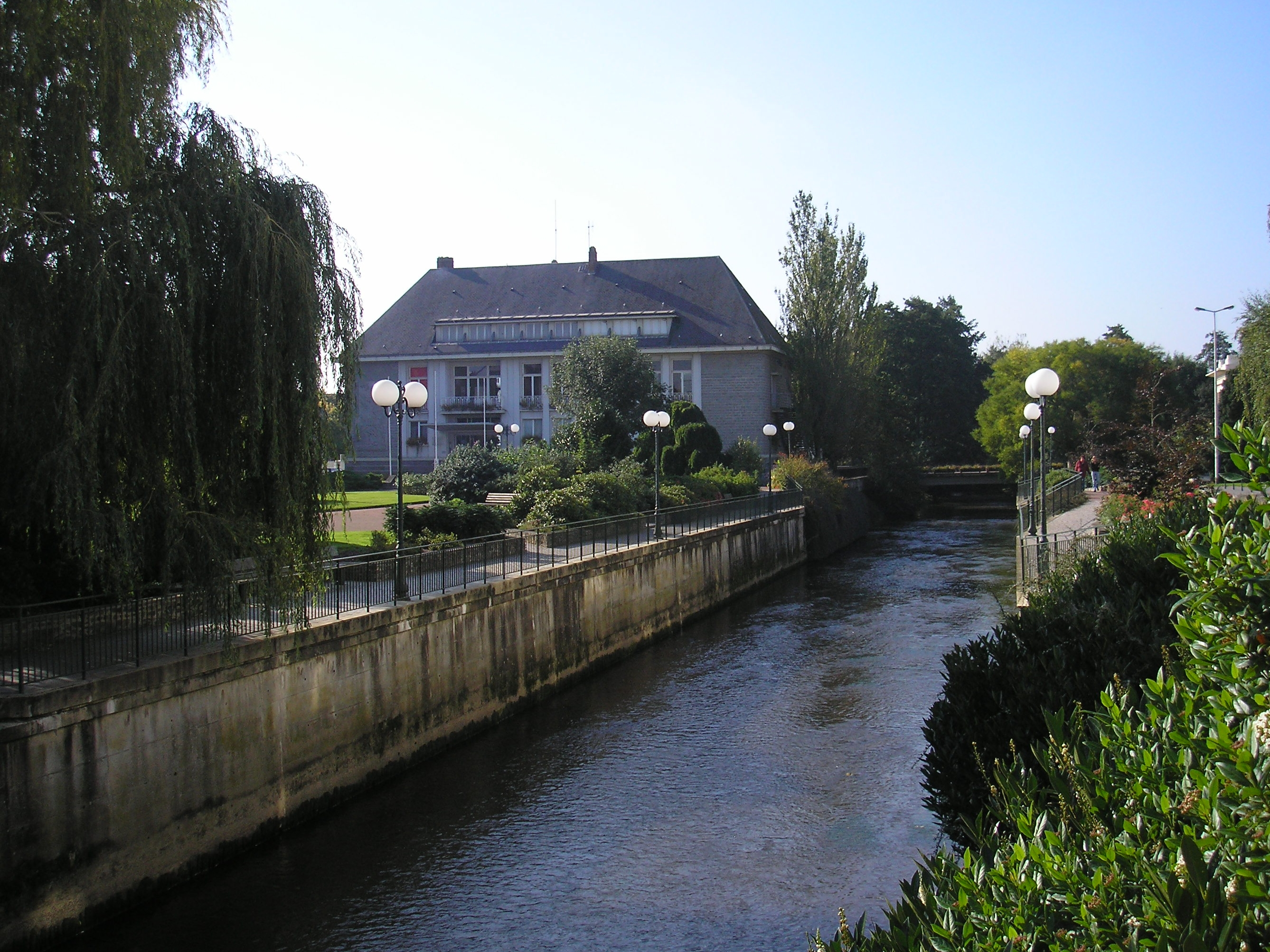
L'hôtel de ville.

### Patrimoine culturel

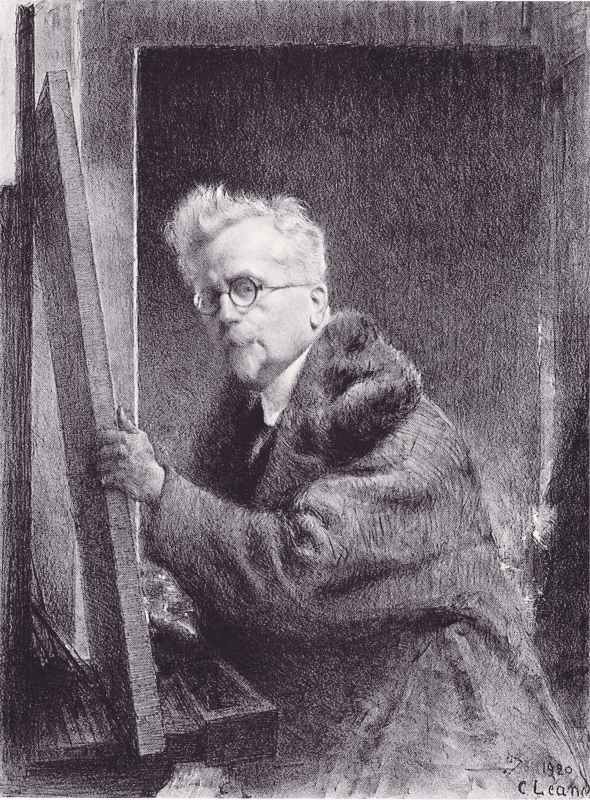
Charles Léandre, Autoportrait, 1920.

Les Condéens disposent d'une médiathèque et d'un cinéma (Le Royal), remis complètement à neuf et rouvert en 2003, à la suite des terribles dégâts causés par la tempête de décembre 1999. La ville dispose en outre d'un centre aquatique de loisirs et d'un vaste parc municipal au cœur de la ville.
Côté musical, Condé-sur-Noireau abrite l'orchestre d'harmonie de l'école de musique de la ville, ainsi que la Manécanterie des Petits Chanteurs de Notre-Dame de la Joie qui donnent plusieurs concerts et animations chaque année.
En 1999, la ville de Condé-sur-Noireau, avec l'aide financière de la Région et du Département, a pu acquérir l'importante collection Léandre créée par Henri Buron et exposée à Montreuil-Bellay (Maine-et-Loire) ; 80 œuvres sur un fonds de près de 300 sont exposées en permanence à l'Espace-musée Charles Léandre.

### Personnalités liées à la commune

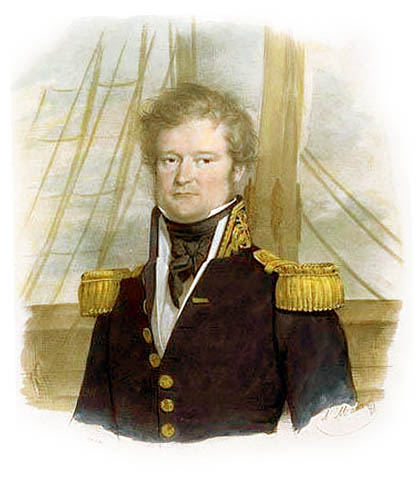
Jules Dumont d'Urville.

- Jean de Blaisy, seigneur bourguignon, capitaine de Condé-sur-Noireau de 1378 à 1383.
- Aimé-Charles-Julien Delarue de la Gréardière (Condé, 1769 - 1816), marin d'Empire.
- Louis Boutry du Manoir (1745-1801), personnalité politique.
- Pierre Gauthier (1758-1829), personnalité politique.
- Jules Dumont d'Urville (Condé, 1790 - 1842), explorateur, dont la statue a été inaugurée à Condé-sur-Noireau en 1845 par Philippe Lasnon de la Renaudière, délégué de la Société de géographie.
- Henri Lecouturier (1819-1860), journaliste politique et scientifique.
- Charles Tellier (1828-1913), ingénieur, fils d'une famille de Condé-sur-Noireau.
- Raoul Urbain (Condé, 1837 - 1902), instituteur, membre du Conseil de la Commune de Paris.
- Charles Longuet (1839-1903), journaliste, militant socialiste et communard caennais, a créé en 1865 une section socialiste de l'Association internationale des travailleurs à Condé-sur-Noireau[44].
- Edmond Debon (Condé-sur-Noireau, 1846 - 1922), peintre.
- Henri Duret (Condé-sur-Noireau, 1849 - 1921), chirurgien, neurologue et neuranatomiste.
- Théodore Garnier (1850-1920), prédicateur et militant catholique.
- Julien François René Martin (1881-1973) général de corps d'armée.
- Maximilien Vox (Condé-sur-Noireau, 1894 - 1974), graveur, dessinateur, illustrateur, éditeur, journaliste, critique d'art, esthéticien et historien de la lettre et de la typographie française.
- Pierre Bellégo (Condé-sur-Noireau, 1913 - 1995), prêtre catholique et écrivain.

### Héraldique
| Armes de Condé-sur-Noireau | Les armes de la commune de Condé-sur-Noireau se blasonnent ainsi : D’azur à la fleur de lys d'argent. |